# Miracle dels peixets

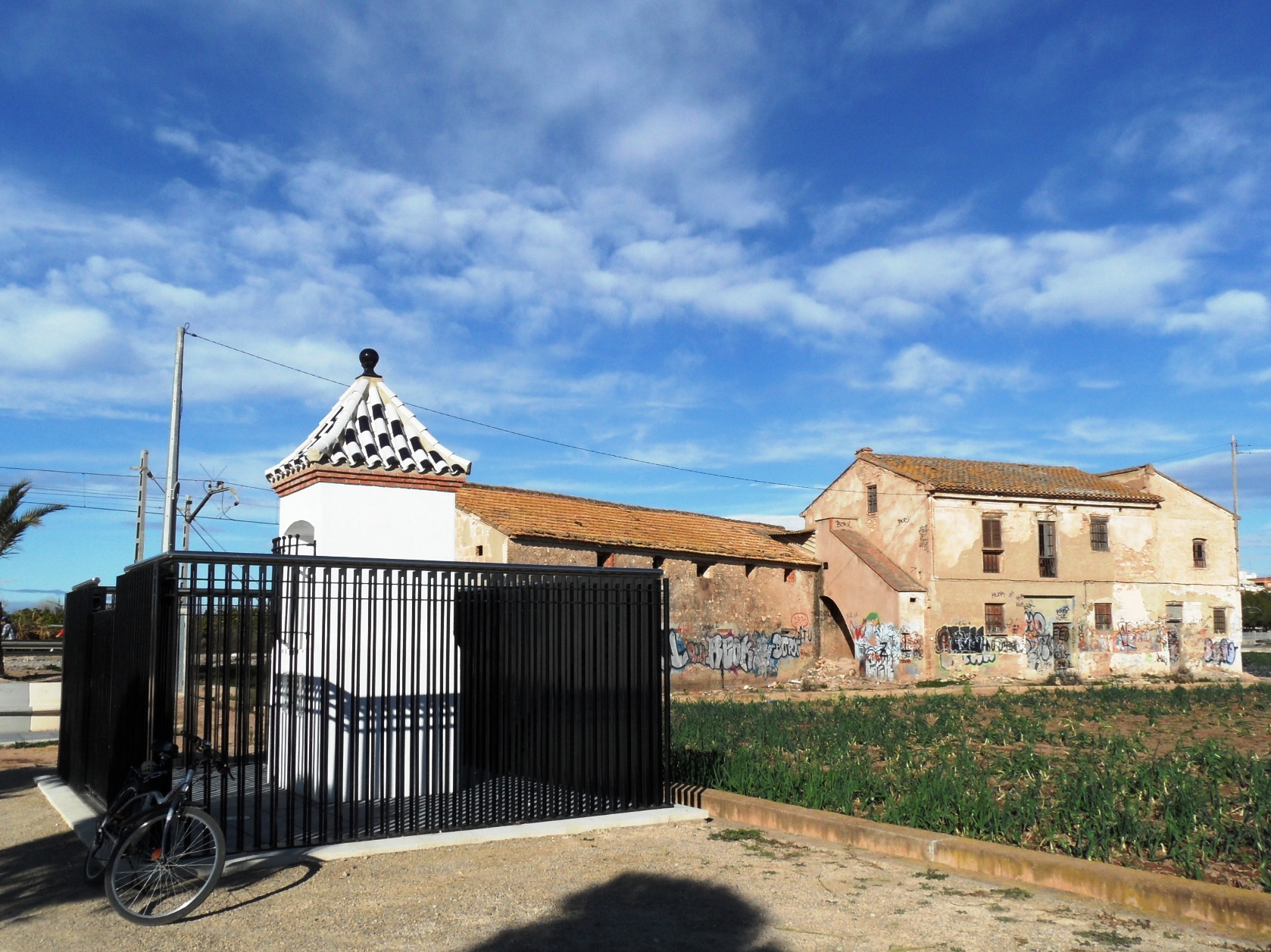
Capelleta dels Peixets, a la vora del Carraixet, a Almàssera, molt a prop del límit amb Alboraia

El miracle dels peixets o milacre dels peixets fou un esdeveniment religiós que, segons la tradició, tingué lloc el juliol del 1348 entre els actuals municipis d'Alboraia i Almàssera (Horta Nord, País Valencià). El miracle es commemora amb una romeria el dilluns de Pentecosta a l'ermita erigida en record de tal succés.
Segons la llegenda, un convers anomenat Hassam-Ardà, que estava greument ferit, cridà al capellà d'Alboraia (ja que Almàssera pertanyia llavors eclesiàsticament a eixa localitat) per a rebre el Sant Viàtic. El clergue, en anar a creuar el barranc de Carraixet, que venia crescut per una forta pluja, caigué en l'aigua juntament amb el seu cavall, i perdé l'arqueta on guardava les sagrades formes. El religiós decidí tornar a Alboraia, i més tard hi acudiren uns llauradors dient que havien vist unes llumenetes brillants al barranc, que resultaren ser tres peixos amb les formes dins de la boca. Així doncs, el capellà recollí les formes amb un calze, que es conserva a Alboraia, mentre que l'arqueta és custodiada a Almàssera. Existix una polèmica sobre si el rector anava a Almàssera o en tornava, centrada en el fet que si hi anava portaria tres formes i si en tornava, en portaria dues. Per tant, a l'escut d'Alboraia apareixen tres peixos i al d'Almàssera, dos.
Arran d'aquest succés, Almàssera sol·licità al bisbe de València una parròquia pròpia, cosa que aconseguí el 1352 gràcies a la mediació de n'Hug de Fenollet.